# Tessellana persica
Tessellana persica är en insektsart som först beskrevs av Boris Petrovich Uvarov 1917.  Tessellana persica ingår i släktet Tessellana och familjen vårtbitare. Inga underarter finns listade i Catalogue of Life.